# Южный Холланд
Южный Холланд (Саут-Холланд, англ. South Holland) — неметрополитенский район (англ. non-metropolitan district) в церемониальном графстве Линкольншир в Англии. Административный центр — город Сполдинг.

## География
Район расположен на побережье Северного моря в юго-восточной части графства Линкольншир, граничит с графствами Кембриджшир, Норфолк.

## Состав
В состав района входят 1 город (Сполдинг) и 22 общины (англ. civil parish):
| - Флит - Джедни Хилл - Джедни - Холбич - Литтл Саттон - Лонг Саттон - Латтон - Саттон Бридж - Саттон Сейнт Эдмунд - Саттон Сейнт Джеймс - Тайдд Сейнт Мэри | - Уоплод - Коубит - Кроуленд - Дипинг Сейнт Николас - Донингтон - Госбертон - Молтон - Пинчбек - Квадринг - Серфлит - Уэстон |